# Halve marathon van Egmond 2012
De halve marathon van Egmond 2012 vond plaats op zondag 8 januari 2012. Het was de 40e editie van deze halve marathon. De wedstrijd werd gelopen met een harde noordwesten wind, die de lopers op het strand een extra zetje in hun rug gaf. 
De overwinning bij de mannen ging naar de Ethiopiër Dawit Wolde in een tijd van 1:00.46. Hij liep hiermee het parcoursrecord van Greg van Hest (1:01.19) uit de boeken. Bij de vrouwen schreef zijn landgenote Meseret Haily de wedstrijd op haar naam in 1:11.18.

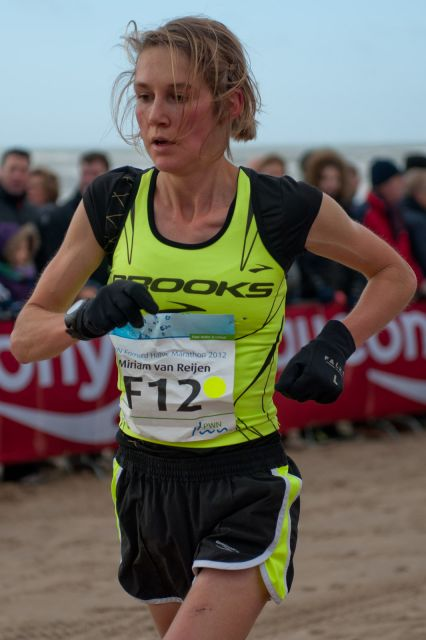
Miriam van Reijen.

Naast de halve marathon kende het evenement een wedstrijd met als afstand een kwart marathon (10,5 km).  

## Uitslagen

### Mannen
| pos. | atleet                | land      | tijd    |
| ---- | --------------------- | --------- | ------- |
| 1    | Dawit Wolde           | Ethiopië  | 1:00.46 |
| 2    | Gideon Kipketer       | Kenia     | 1:01.03 |
| 3    | Samuel Tsegay         | Eritrea   | 1:01.09 |
| 4    | Assefa Belete         | Ethiopië  | 1:02.12 |
| 5    | Wilfred Kirwa         | Kenia     | 1:02.34 |
| 6    | Khalid Choukoud       | Nederland | 1:03.13 |
| 7    | Michel Butter         | Nederland | 1:03.13 |
| 8    | Jesper van der Wielen | Nederland | 1:03.20 |
| 9    | Nicholas Kipkemboi    | Kenia     | 1:03.26 |
| 10   | Abdi Nageeye          | Nederland | 1:04.01 |

### Vrouwen
| pos. | atlete               | land      | tijd    |
| ---- | -------------------- | --------- | ------- |
| 1    | Meseret Haily        | Ethiopië  | 1:11.18 |
| 2    | Florence Kiplagat    | Kenia     | 1:11.21 |
| 3    | Hilda Kibet          | Nederland | 1:11.45 |
| 4    | Flomena Chepchirchir | Kenia     | 1:11.48 |
| 5    | Soumiya Labani       | Marokko   | 1:12.34 |
| 6    | Ilse Pol             | Nederland | 1:13.27 |
| 7    | Heleen Plaatzer      | Nederland | 1:13.29 |
| 8    | Andrea Deelstra      | Nederland | 1:13.37 |
| 9    | Miranda Boonstra     | Nederland | 1:15.30 |
| 10   | Masila Ndungu        | Kenia     | 1:15.45 |
| 11   | Helen Hofstede       | Nederland | 1:16.11 |
| 12   | Stefanie Bouma       | Nederland | 1:16.57 |
| 13   | Tinka Uphoff         | Duitsland | 1:17.22 |
| 14   | Merel de Knegt       | Nederland | 1:17.26 |
| 15   | Inge de Jong         | Nederland | 1:17.43 |

1973 ·
1974 ·
1975 ·
1976 ·
1977 ·
1978 ·
1979 ·
1980 ·
1981 ·
1982 ·
1983 ·
1984 ·
1985 ·
1986 ·
1987 ·
1988 ·
1989 ·
1990 ·
1991 ·
1992 ·
1993 ·
1994 ·
1995 ·
1996 ·
1997 ·
1998 ·
1999 ·
2000 ·
2001 ·
2002 ·
2003 ·
2004 ·
2005 ·
2006 ·
2007 ·
2008 ·
2009 ·
2010 ·
2011 ·
2012 ·
2013 ·
2014 ·
2015 ·
2016 ·
2017 ·
2018 ·
2019 ·
2020 ·
2021 ·
2022 ·
2023 ·
2024 ·
2025